# Audumbaras
 (juin 2021).
Si vous disposez d'ouvrages ou d'articles de référence ou si vous connaissez des sites web de qualité traitant du thème abordé ici, merci de compléter l'article en donnant les références utiles à sa vérifiabilité et en les liant à la section « Notes et références ».

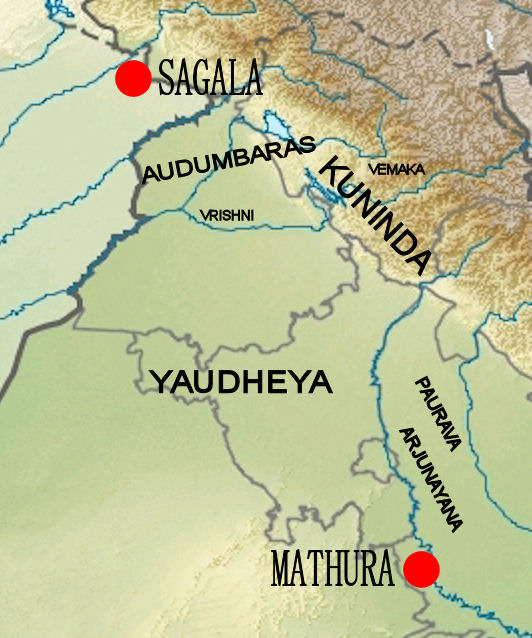
Localisation des Audumbaras par rapport aux autres groupes : les Kunindas, les Vemakas, les Vrishnis, les Yaudheyas, les Pauravas et les Arjunayanas.

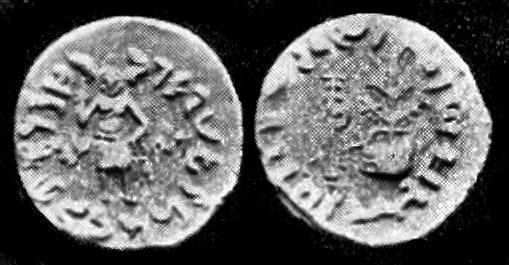
Pièce de monnaie de Dharaghosha, roi des Audumbaras, de style indo-grec, vers 100 avant notre ère.
Avers : Personnage debout, probablement Vishvamitra, légende Kharoshthi, autour de : Mahadevasa Dharaghoshasa/Odumbarisa « Grand Seigneur Roi Dharaghosha/Prince d'Audumabara », revers : Viçvamitra « Vishvamitra ».
Revers : Trident hache de combat, arbre avec balustrade, légende Brahmi identique dans son contenu à l'avers

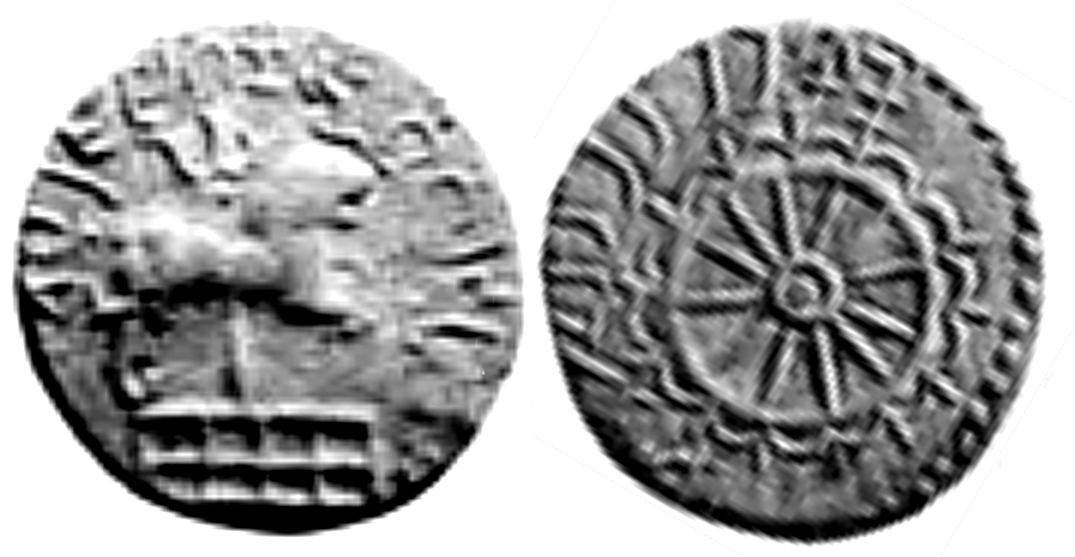
Pièce en argent d'un « Roi Vrishni » des Audumbaras.
Avers Pilier avec mi-lion et mi-éléphant, surmonté d'un symbole Triratna et entouré d'une balustrade bouddhiste. Légende indienne Vṛishṇi Raja jnâgaṇyasya blubharasya.
Revers Grand symbole du Dharmachakra. Légende arienne Vrishni Raja jnâganyasya blubharasya.

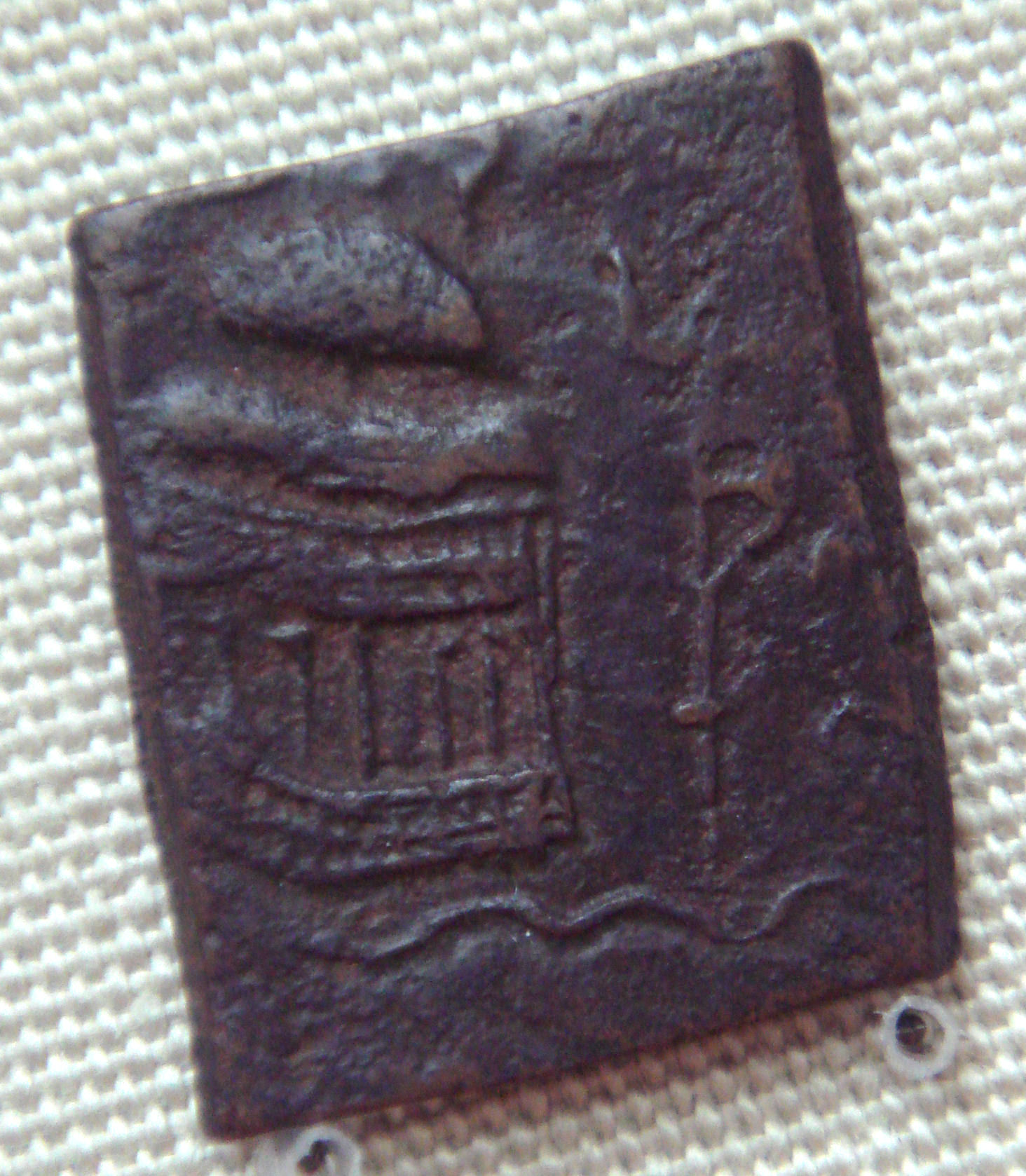
Temple de Shiva avec étendard trident, État d'Audumbara, Pendjab,

Les Audumbras, ou Audumbaras (hindi ; ओदुम्बर) étaient une nation tribale du nord de l'Inde à l'est du Pendjab, dans la région de l'Himalaya occidental. Ils étaient la tribu la plus importante de l'Himachal et vivaient dans les basses collines entre Sirmaur, Chamba et Yamuna.
Ils ont émis des pièces de monnaie à partir du Ier siècle av. J.-C., lorsqu'ils ont apparemment obtenu leur indépendance des Indo-grecs. Les pièces d'argent des Kunindas, des Vemakas et des Audumbaras suivent de près les pièces d'Apollodote II dans leurs caractéristiques (poids, taille et matière). Leurs pièces se trouvent dans la région de Pathānkot, dans le district de Gurdāspur. Leurs divinités préférées étaient Mahādeva ou Shiva, et aussi Kārtikeya, debout avec une lance dans la main droite.
Ils sont également connus sous le nom d'Audumbara ou Audumbatira. C'est un nom de tribu. C'est la même population que les Odemboerce de Pline (Hist Nat VI 23). Le professeur Lassen les mentionne comme le nom du peuple de Kutch de l'État du Gujarat. Ils apparaissent dans le Ganapatha de Panini du Ve siècle av. J.-C. KK Das Gupta a tenté de montrer qu'ils existaient même à l'époque de Brahmana. Ils étaient entreprenants ayant des échanges et un commerce prospères.
Leur capitale était Kotesvara ou Kachchhesvara (Mahabharat chapitre 52). A. Cunningham en a également parlé dans le rapport d'étude archéologique V page 155 et aussi dans son livre Ancient Geography of India à la page 254. Kotesvara était un lieu de pèlerinage célèbre sur la rive ouest du Kachh, près de l'Indus et du grand océan. Il se trouve sur la rive de la branche Kori de l'Indus. Il y avait un temple de Shiva au centre de la ville. Kotesvara signifie 10 millions d'Ishvara. C'est le nom de Shiva. Les Audumvara, comme d'autres tribus, à savoir les Sibis, les Mujavats et les Mahavrises, étaient des adorateurs de Shiva, alors que les Aryens dans les premiers temps, adoraient Vishnu. Kotesvara n'est plus qu'un petit village mais le temple de Kotesvara existe et est toujours vénéré.
Kachh est aussi appelé Rann de Kachh. Le mot Rann est évidemment une altération d'Irana, qui signifie une terre salée (Amarkosha). C'est l'Eirinon du périple de la mer Erythrée.
Il y avait un autre lieu appelé Audumvara au Pendjab qui est la ville actuelle de Pathankot. Il était également connu sous le nom de Pratishsthana. C'est sur la route de Jalandhar à Jammu à environ 80 km avant Jammu. Ce lieu était également connu sous le nom de Dahmeri, Dhamari, Dhammeri etc., qui est apparemment une corruption du nom sanskrit Audumvara du pays et de la tribu, dont des pièces ont été trouvées à Kangra (dans l'Himachal Pradesh), Pathankot, Ropar et Hoshairpur (Punjab). D'après ces pièces datant de 200 av. J.-C. à 48 apr. J.-C., il semble que pendant un certain temps Audumvara était sous domination Indo-grecque et ensuite sous celle des Kusanas. Les légendes Prakrit Aduinvarisa « des Audumvara » apparaissent sur les pièces de cuivre et les pièces de la tribu Audumbara au Pendjab. Le mot Audumvara fait référence soit aux personnes liées au figuier, soit à l'endroit où l'arbre a été abondamment cultivé.
Il semble qu'une partie de la tribu Audumvara ait migré vers le Gujarat, peut-être en raison d'un conflit interne ou d'une agression. Au fil du temps, ces personnes se sont fondus avec la population locale.

## Voir également
- Yaudheya
- Empire Gupta